# Wakate
Wakate ist ein indonesischer Subdistrikt (Kecamatan) im Regierungsbezirk (Kabupaten) Seram Bagian Timur der Provinz Maluku.

## Geographie
Wakate besteht aus den Watubela-Inseln. Der Hauptort ist Utta (Utah, Uta, Oeta) auf der Insel Kasiui.  Die Gesamtfläche der Inseln beträgt 55,6 km².
Der Subdistrikt teilt sich in neun Desa („Dörfer“): Utta, Tamher Timur (Temeer Timur), Tamher Barat (Temeer Barat), Kelangan (Kalangan) und Amar Laut (Amarlaut) auf Kasiui, Ilili, Effa und Lahema auf der Insel Watubela und Teor mit der gleichnamigen Insel. Die unbewohnte Insel Ingar gehört zum Desa Ilili, die Insel Kurkap zu Tamher Timur und die Inseln Baam und Uran zum Desa Teor.
Wakate gehörte früher zum Subdistrikt Pulau Goram.

## Einwohner
In Wakate leben 9.251 Menschen (2010).